# セルローストリアセテート
セルローストリアセテート（英語: cellulose triacetate）は、セルロース分子中のヒドロキシル基がすべてアセチル基に置き換えられた（アセチル化された）化合物である。